# Брзина звука
Брзина звука у ваздуху при нормалним условима износи око 340 метара у секунди (1224 km на сат). Брзина се мења у зависности од средине кроз коју пролази (ваздух, вода...). Уопштено говорећи, имајући у виду еластичност супстанцијалних средина може се уочити правилност у односу брзина кроз средине одређених агрегатних стања. Тако се звук, по правилу најбрже простире кроз чврсте средине, нешто спорије кроз течне, а још спорије кроз гасовите.
Брзина звука у идеалном гасу зависи само од његове температуре и састава. Брзина има слабу зависност од фреквенције и притиска у обичном ваздуху, благо одступајући од идеалног понашања.
У колоквијалном говору брзина звука се односи на брзину звучних таласа у ваздуху. Међутим, брзина звука варира од супстанце до супстанце: типично, звук се најспорије креће у гасовима, брже у течностима и најбрже у чврстим материјама. На пример, док звук путује брзином од 343 m/s у ваздуху, он путује брзином од 1.481 m/s у води (скоро 4,3 пута брже) и  5.120 m/s у гвожђу (скоро 15 пута брже). У изузетно чврстом материјалу, попут дијаманта, звук путује са 12.000 m/s (39.000 ft/s),— око 35 пута већом брзином од оне ваздуху и отприлике најбржом којом може путовати у нормалним условима.

## Историја
Сер Исак Њутново дело из 1687. године, Математички принципи природне филозофије укључује прорачун брзине звука у ваздуху од 979 ft/s (298 m/s). Ово је прениско за око 15%. Разлика је првенствено последица занемаривања (тада непознатог) ефекта брзо флуктуирајуће температуре у звучном таласу (у савременом смислу, компресија звучних таласа и ширење ваздуха су адијабатски процес, а нису изотермни процес). Ову грешку је касније исправио Лаплас.
Током 17. века било је неколико покушаја да се прецизно измери брзина звука, укључујући покушаје Марина Мерсена 1630. године (1.380 париских стопа у секунди), Пјера Гасендија 1635. (1.473 париских стопа у секунди) и Роберта Бојла (1.125 париских стопа по секунди) друго). Године 1709, свештеник Вилијам Дерам, ректор Апминстера, објавио је тачније мерење брзине звука, са вредношћу од 1.072 париских стопала у секунди. (Париска стопа је износила 325 mm. Ово је дуже од стандардне „међународне стопе“ која се данас уобичајено користи, а коју је 1959. године званично дефинисана као 304,8 mm, што чини брзину звука на 20 °C (68 °F) 1.055 париских стопа у секунди).
Дерам је телескопом из торња цркве Ст. Лоренса у Апминстеру, посматрао бљесак испаљивања удаљене сачмарице, а затим је мерио време док није чуо пуцањ са клатном од пола секунде. Мерена су пуцњава из низа локалних знаменитости, укључујући цркву Норт Окендон. Растојање је било познато помоћу триангулације, те је тако израчуната брзина којом је звук путовао.

## Једначине
Брзина звука у математичком запису конвенционално је представљена са c, од латинског celeritas што значи „брзина“.
За флуиде уопште, брзина звука c дата је Њутн-Лапласовом једначином:
{\displaystyle c={\sqrt {\frac {K_{s}}{\rho }}},}
где је
- , коефицијент крутости, изентропски модул стишљивости (или модул количинске еластичности за гасове);
- {\displaystyle \rho } је густина.

Стога се брзина звука повећава са крутошћу материјала (отпором еластичног тела на деформацију примењеном силом) и смањује се са повећањем густине. За идеалне гасове, модул стишљивости K је једноставно притисак гаса помножен са бездимензионалним адијабатским индексом, који је око 1,4 за ваздух под нормалним условима притиска и температуре.
За опште једначине стања, ако се користи класична механика, брзина звука c се може извести на следећи начин:
Размотримо звучни талас који се шири брзином {\displaystyle v} кроз цев поравнату са осом {\displaystyle x} и са површином попречног пресека {\displaystyle A}. У временском интервалу {\displaystyle dt} он се помери за дужину {\displaystyle dx=vdt}. У стабилном стању, брзина масеног протока {\displaystyle {\dot {m}}=\rho vA} мора бити исти на два краја цеви, стога је масени проток {\displaystyle j=\rho v=const.\,\rightarrow vd\rho =-\rho dv}. Према другом Њутновом закону, сила градијента притиска пружа убрзање:
{\displaystyle {\begin{aligned}{\frac {dv}{dt}}&=-{\frac {1}{\rho }}{\frac {dP}{dx}}\\\rightarrow dP&=(-\rho dv){\frac {dx}{dt}}=(vd\rho )v\\\rightarrow v^{2}&\equiv c^{2}={\frac {dP}{d\rho }}\end{aligned}}}
Стога је:
{\displaystyle c={\sqrt {\left({\frac {\partial P}{\partial \rho }}\right)_{s}}},}
где је
- P, притисак;
- {\displaystyle \rho }, густина и дериват се узима изентропски, односно при константној ентропији s. То је зато што звучни талас путује тако брзо да се његово ширење може апроксимирати као адијабатски процес.

Ако су релативистички ефекти важни, брзина звука се израчунава из релативистичких Ојлерових једначина.
У недисперзивном медијуму, брзина звука је независна од фреквенције звука, те су брзине преноса енергије и ширења звука исте за све фреквенције. Ваздух, смеша кисеоника и азота, чини недисперзивну средину. Међутим, ваздух садржи и малу количину CO2 која је дисперзивни медиј и изазива дисперзију у ваздуху на ултразвучним фреквенцијама (> 28 kHz).
У дисперзивном медијуму, брзина звука је функција фреквенције звука, кроз релацију дисперзије. Свака фреквенцијска компонента се шири својом брзином, која се назива фазна брзина, док се енергија поремећаја шири групном брзином. Иста појава се јавља и код светлосних таласа; за опис погледајте оптичку дисперзију.

## Детаљи

### Брзина звука у вакууму
Брзина звука у вакууму једнака је нули. Пошто је за простирање механичких таласа потребна супстанцијална средина, која за разлику од вакуума поседује еластичност, механички таласи, у које се убраја и звук се не простиру кроз вакуум.

### Брзина звука у чврстим телима
У чврстим телима звук може бити и трансверзални и лонгитудинални талас.
Уколико је густина {\displaystyle \rho }, Поасонов коефицијент {\displaystyle \mu } и Јaнгов модул еластичности E важе следећи обрасци за брзину звука у чврстим телима:
- За лонгитудинални талас:

{\displaystyle c={\sqrt {E\,(1-\mu ) \over \rho \,(1-\mu -2\mu ^{2})}}\,}
- За трансверзалан талас:

{\displaystyle c={\sqrt {E \over {2\cdot \rho \,\cdot (1+\mu )}}}\,}
Ове формуле се могу у извесној мери поједноставити, и уз одговарајуће апроксимације оне постају приближно еквивалентне следећим:
- За лонгитудиналан талас:

{\displaystyle c={\sqrt {E \over \rho }}}.
- За трансверзални талас (G је модул смицања):

{\displaystyle c={\sqrt {G \over \rho }}}.

### Брзина звука у течним срединама
Звук је у течној средини лонгитудиналан талас. Брзина звука у течној средини се рачуна по формули:
{\displaystyle c={\sqrt {\frac {K}{\rho }}}},
K- модул стишљивости, а {\displaystyle \rho } -густина.

### Брзина звука у гасовитим срединама
Брзина звука у средини коју сачињава идеални гас рачуна се формулом:
{\displaystyle c={\sqrt {\frac {\gamma p}{\rho }}}}
Притом је p притисак, {\displaystyle \gamma } Поасонов број, а {\displaystyle \rho } густина. Ова формула се међутим може приближно применити и на реалне гасове.
Из једначине стања идеалног гаса {\displaystyle pV=nRT=>\rho ={\frac {pM}{RT}}}.
Уврштавањем у први образац добија се формула: 
{\displaystyle c={\sqrt {\frac {\gamma RT}{M}}}},
где је R- универзална гасна константа, T- температура M- моларна маса.
Из ње следи да брзина звука у идеалним гасовима зависи само од температуре, не и од притиска.

## Табеларни подаци
У датој табели је приказана зависност брзине звука у ваздуху од вредности температуре и густине.
| Температура( °C) | Брзина () | Густина ваздуха () |
| −25              | 315,8     | 1,423              |
| −20              | 318,9     | 1,395              |
| −15              | 322.1     | 1,368              |
| −10              | 325,2     | 1,342              |
| −5               | 328,3     | 1,317              |
| 0                | 331,3     | 1,292              |
| +5               | 334.3     | 1,269              |
| +10              | 337,3     | 1,247              |
| +15              | 340,3     | 1,225              |
| +20              | 343.2     | 1,204              |
| +25              | 346,1     | 1,184              |
| +30              | 349,0     | 1,164              |
| +35              | 351.9     | 1,146              |